# Leszek Miller
Pour les articles homonymes, voir Miller.
Leszek Cezary Miller, né le 3 juillet 1946 à Żyrardów, est un homme d'État polonais, membre de l'Alliance de la gauche démocratique (SLD).
Permanent puis cadre du Parti ouvrier unifié polonais (PZPR) sous le régime communiste, il prend ensuite part à la fondation de la Social-démocratie de la République de Pologne, et entre au gouvernement en 1993, comme ministre du Travail. Il prend quatre ans plus tard la tête du ministère de l'Intérieur pour dix mois seulement, puis fonde l'Alliance de la gauche démocratique (SLD) en 1999, à la tête de laquelle il devient, deux ans plus tard, président du Conseil des ministres.
Il démissionne en 2004, miné par l'impopularité et les scandales de corruption à répétition, et quitte la SLD en 2007, n'ayant pu être investi candidat aux législatives. Il se rapproche un temps du parti populiste Autodéfense de la république de Pologne, fonde finalement son propre parti, avant de revenir à la SLD en 2010.

## Biographie

### Un homme d'extraction ouvrière
Il provient d'une famille plutôt modeste, avec un père tailleur et une mère couturière. À six mois, ses parents se séparent et il ne reverra plus jamais son père, Florian Miller. Il est donc élevé par sa mère, qui lui donne une éducation religieuse, et sera même, selon son désir, enfant de chœur. Formé à l'école professionnelle, il entame sa vie professionnelle dans l'industrie textile à Żyrardów. Il effectue ensuite son service militaire, qu'il achève à bord du sous-marin ORP Bielik en 1969.

### Formé et employé par le PZPR
Dans les années 1960, il adhère à l'Union des jeunesses socialistes (ZMS), dont il préside la section dans son usine de lin à Żyrardów. À l'issue de son service militaire, il adhère au Parti ouvrier unifié polonais (PZPR), dont il devient secrétaire du comité de Varsovie entre 1973 et 1974. Il entre ensuite, sur recommandation, à l'école des sciences sociales du comité central du PZPR, où il obtient un diplôme de science politique en 1978. Il est alors recruté à temps plein dans l'appareil du parti, occupant d'abord un emploi auprès du comité central, avant d'être muté au ministère de la Jeunesse, des Sports et du Tourisme.
Élu secrétaire du comité du PZPR à Skierniewice en 1986, il retourne deux ans plus tard à Varsovie, par décision du secrétaire du comité central, et entre alors au bureau politique du parti.
En 1989, il participe aux négociations de la « Table ronde », mais le groupe de travail sur la jeunesse, qu'il copréside avec Andrzej Celiński, ne parvient pas à un accord. Au cours de l'année, il organise une réunion au restaurant du comité central avec des associations de jeunes, dont une interdite, une initiative révélée ensuite par la presse.

### Une figure de la social-démocratie
Après avoir quitté le PZPR, il participe à la fondation de la Social-démocratie de la République de Pologne (SdRP) en 1990, dont il est aussitôt désigné secrétaire général. Ayant échoué un an plus tôt à se faire élire sénateur, il remporte un siège de député aux élections législatives de 1991 sur la liste de la coalition politique de l'Alliance de la gauche démocratique (SLD). Il est ensuite désigné président du groupe parlementaire de la SdRP.

### Ministre du Travail, puis de l'Intérieur
En 1993, il est promu vice-président de son parti, puis réélu député. Le 26 octobre, il entre au gouvernement, dirigé par le président du Conseil centriste Waldemar Pawlak, en tant que ministre du Travail et de la Politique sociale, un poste qu'il conserve lorsque le social-démocrate Józef Oleksy prend la tête du gouvernement, le 7 mars 1995.
À la suite de démission d'Oleksy le 26 janvier 1996, et son remplacement par Włodzimierz Cimoszewicz le 7 février, il est nommé directeur du secrétariat du Conseil des ministres, avec rang de ministre. Le 1er janvier 1997, profitant de l'importante réforme de l'administration publique, il est promu à la tête du ministère de l'Intérieur et de l'Administration, qu'il conserve jusqu'à la fin de la législature, le 17 octobre suivant.

### Création de la SLD
Le centre droit ayant gagné les élections législatives, il quitte le gouvernement et retrouve les bancs de la Diète, où il prend la présidence du groupe SLD, tout en devenant président de la SdRP. Deux ans plus tard, il organise la fusion des partis membres de la SLD dans une formation unique, qui conserve le nom d'Alliance de la gauche démocratique. Il en est élu président provisoire le 15 avril 1999, étant confirmé en décembre par le congrès fondateur.

### Président du Conseil
Aux élections législatives du 23 septembre 2001, la coalition politique Alliance de la gauche démocratique - Union du travail (SLD-UP) arrive nettement en tête avec 41 % des voix et 216 députés sur 460. Le 4 octobre, soit quinze jours avant la démission du gouvernement de Jerzy Buzek, le président de la République, Aleksander Kwaśniewski, charge Miller de former le nouveau cabinet. Bien que critiquée, cette solution a été jugée constitutionnellement valable, le chef de l'État cherchant ainsi à accélérer la formation d'un nouvel exécutif. Officiellement nommé président du Conseil des ministres le 19 octobre, Leszek Miller forme une alliance avec le Parti paysan polonais (PSL), qui a remporté 42 sièges, et obtient l'investiture de son gouvernement de centre gauche le 26 octobre, par 306 voix contre 140, soit 48 suffrages de plus que sa coalition.
Au cours de son mandat, il engage la réforme des services secrets, en remplaçant l'Office de protection de l'État (UOP) par l'Agence de sécurité intérieure (ABW) et l'Agence de renseignements extérieurs (AW), et travaille à l'adaptation de la législation polonaise à l'acquis communautaire. Il achève les négociations d'adhésion de la Pologne à l'Union européenne lors du sommet de Copenhague, le 13 décembre 2002, et signe à Athènes le traité d'adhésion le 16 avril suivant. Entretemps, au mois de mars 2003, il avait engagé son pays dans la guerre d'Irak, aux côtés notamment des États-Unis et de la Grande-Bretagne, deux mois après avoir signé, avec sept autres chefs de gouvernement européens, une tribune appelant à soutenir la position de l'administration Bush concernant Saddam Hussein.
Après la large victoire du « oui » au référendum sur l'adhésion à l'Union européenne les 7 et 8 juin 2003, il pose la question de confiance à la Diète le 13 juin|, remportant le vote par une courte majorité de 236 voix contre 213. Le 4 décembre suivant, il est victime de blessures importantes lors de la chute de l'hélicoptère Mi-8 dans lequel il se trouvait.

### Démission et parcours partisan
Mis en cause dans des affaires de corruption touchant la SLD, il en abandonne la présidence en février 2004, puis démissionne le 2 mai de la direction du gouvernement, le lendemain de sa participation, à Dublin, à une cérémonie solennelle marquant l'adhésion de la Pologne et neuf autres pays à l'Union européenne. Son ancien ministre des Finances, Marek Belka, lui succède à la tête du gouvernement.
Au cours de la première moitié de 2005, il travaille au centre international pour boursiers Woodrow Wilson de Washington DC, participant à des travaux de recherche sur la place de la Pologne dans la nouvelle Europe orientale. Il échoue ensuite à être désigné candidat aux élections législatives du 25 septembre, malgré le soutien des structures de la SLD de Łódź. Il reprend alors le journalisme politique tout en devenant permanent de la SLD, puis est désigné rédacteur du quotidien du parti, Trybuna le 1er juillet 2006. Il finit par quitter l'Alliance le 15 septembre 2007, après un nouveau refus de sa candidature aux législatives anticipées, sur la liste de la coalition politique Gauche et démocrates (LiD), par les organes du SLD, alors même qu'il avait une nouvelle fois le soutien des structures de Łódź. Il annonce peu après qu'il sera tête de liste des populistes d'Autodéfense (SRP) dans la circonscription de Łódź, mais lors du scrutin, le parti s'effondre complètement et lui-même n'est pas élu député.

### Retour à la SLD
En janvier 2008, il quitte la SRP pour fonder la Gauche polonaise (PL), dont il devient aussitôt le président. Il décide cependant de revenir à la SLD, et dépose une demande d'adhésion en décembre 2009. Celle-ci est acceptée le mois suivant, après son départ de la PL. Candidat aux élections générales du 9 octobre 2011 dans la circonscription de Gdynia, il ne remporte que 7,9 % des voix et un siège, soit un élu de moins qu'en 2007. Lors de l'ouverture de la nouvelle législature, le 7 novembre, il est élu président du groupe parlementaire en remplacement de Grzegorz Napieralski, à qui il succède, le 10 décembre, comme président de la SLD.
Après la déroute enregistrée aux élections du 25 octobre 2015, il est remplacé le 23 janvier 2016 par Włodzimierz Czarzasty à la tête du parti.
Il appelle au boycott de l'élection présidentielle polonaise de 2020 dans le contexte de la pandémie de coronavirus,.

### Vie privée
Marié depuis 1969 avec Aleksandra, il est père d'un enfant.